# Suzana Perović
Suzana Perović, född Ristivojević 1962 i Belgrad, är en serbisk pop- och folksångerska och skådespelerska.

## Biografi
Perović började sin musikaliska karriär 1982, då hon blev medlem i poptrion Aska efter att Snežana Stamenković hoppat av. Hon medverkade i gruppens andra studioalbum, Katastrofa, från 1984 innan hon ersattes av Ivana Kuzmanović. Perović startade därmed sin solokarriär och gav ut sitt debutalbum Opa, opa, sele 1986, som blev en framgång. Hennes andra soloalbum, Maštam o tebi från 1987, blev en ännu större framgång och innehöll flera hitsinglar, däribland titelspåret.
Perović filmdebuterade i den serbiska komedin Tesna koža 2 (1987) som karaktären Suzi och spelade in låtarna ”Zašto ljubomoran nisi”, "Princ iz bajke" och "Samo jedan život imaš". De blev alla hitsinglar. Samma år deltog hon i Jugovizija, den jugoslaviska uttagningen till Eurovision Song Contest, med låten ”U meni vatru ugasi”. Hon kom på delad sistaplats med noll poäng.
1990 släppte Perović sitt mest framgångsrika album, Pobediće ljubav, som innehöll hitsen "Dežurna pesma", "Istanbul", "Budi se" och "Šta će sutra biti sa nama". Hennes senaste album är U meni neki vrag från 1994. Hon har därefter kommit mer i skymundan. Hon har haft en roll i TV-serien Seljaci (2008), varit programledare för den serbiska versionen av det amerikanska programmet Cheaters (2010-2011) och deltagit i den serbiska versionen av TV-programmet Farmen 2013.

## Diskografi

### Med Aska
- Katastrofa (1984)

### Soloalbum
- Opa, opa, sele (1986)
- Maštam o tebi (1987)
- Pobediće ljubav (1990)
- U meni neki vrag (1994)